# Justicia ndellensis
Justicia ndellensis är en akantusväxtart som beskrevs av Gustav Lindau. Justicia ndellensis ingår i släktet Justicia och familjen akantusväxter. Inga underarter finns listade i Catalogue of Life.